# ライデンリーダー
ライデンリーダーは日本の競走馬。公営・笠松競馬に所属し、地方競馬と中央競馬の本格的な交流が始まった1995年に、史上初めて地方在籍のまま中央の牝馬クラシックに出走、桜花賞の前哨戦・報知杯4歳牝馬特別（現・フィリーズレビュー）を制した。

## 経歴

### 出生 - デビューまで
1992年、北海道新冠町のヒカル牧場に生まれる。幼駒の頃は貧弱で、後に管理調教師となる荒川友司は「（自身が手掛けた）ワカオライデンの子じゃなければ買わなかっただろう」と回想している。その後飲食店を経営する水野俊一の所有馬となり、競走年齢の3歳を控えた1993年12月に岐阜県笠松競馬場の荒川厩舎に入った。以後もしばらくは目立つところがなかったが、荒川の長女が本馬を気に入り、馬主に代わって「ライデンリーダー」と命名。また後にトレードマークとなる「RL (Raiden Leaderの略)」の文字が入った赤いメンコ（覆面）のデザインも長女が考案した。
1994年春にはデビュー前の必修審査である能力試験競走を迎え、荒川厩舎に所属する次井武史が騎乗して臨んだ。この競走でスタートの出遅れから2着に入り、「意外に走る」という印象を抱いた荒川は、もう一人の厩舎所属騎手で年長者の井上孝彦を乗せてのデビューを考えた。しかし井上に別の騎乗馬があったため、たまたま手が空いていた笠松のトップ騎手・安藤勝己が鞍上に配された。

### 戦績

#### 10連勝
同年6月、笠松の新馬戦でデビュー。当日は9頭立て3番人気の評価であったが、素直なスタートから先行し、2着に2馬身半の差を付けて初戦勝利を挙げた。以後鞍上は安藤で定着。2戦目も不良馬場を苦にせず勝利し、以来連戦連勝を重ねた。6戦目の中京盃では、2着に大差を付けて重賞を初制覇。この頃、荒川は漠然と「中央へ行くな」と感じ始め、翌年春に行われる中央競馬のクラシック競走・桜花賞と優駿牝馬への登録を申し込んだ。
続くサラ・プリンセス特別（現・ラブミーチャン記念）、ゴールドウイング賞、ジュニアグランプリといずれも重賞を圧勝し、9戦無敗という成績で3歳シーズンを終える。4歳になり古馬B2クラスに編入されると、初戦に出走したうぐいす特別で初対戦の古馬を相手に7馬身差を付けて圧勝。無敗の10連勝を果たした。

#### 中央競馬牝馬三冠への出走
1995年は「交流元年」と呼ばれ、中央競馬のGI競走が地方所属馬にも開放され、従来、中央に移籍しなければ不可能だったGIへの出走が、指定された中央の競走で指定着順以内に入った場合に限り、地方所属のまま可能となった。これを受けて荒川は、ライデンリーダーを桜花賞へのトライアル競走・報知杯4歳牝馬特別へ登録した。しかしこの時点で荒川は、ライデンリーダーが「あまり強い馬だとは」感じておらず、「たまたまレースがあった。使ってみようか」という程度の意欲であった。また安藤もその能力と見通しについては、「過去に自分が騎乗した3頭の傑出馬（オグリキャップ、フェートノーザン、マックスフリート）には及ばない馬だが、同じような印象を抱いていたオグリローマンが（中央移籍後に）桜花賞を勝ったので、まずは桜花賞へのチャンスが取れれば」という程度の見解であった。
3月19日、4歳牝馬特別（京都競馬場）に出走。初めての芝コースでの出走であり、「芝には馬を細く作る」という荒川の考えから、当日は前走から14kg減と大幅な絞り込みが行われていた。単勝オッズは3.5倍の2番人気。3着以内が桜花賞出走権を得る条件だった。スタートが切られると、道中で追走に手間取る素振りを見せ、安藤は常に手綱を押し続けた。最終コーナーでも進出する他馬から後れを取り、直線入り口では馬群の中に留まっていた。しかし直線半ばから大外に持ち出して抜け出すと、先頭を行くエイユーギャルを一気に交わし、3馬身半の差をつけて勝利。デビュー以来無敗の11連勝目を飾った。この時関西テレビで実況アナウンスを務めた杉本清は、「抜けたー、ライデン! ……これは強い、恐れ入った。なんとなんとライデンリーダー1着! ……なんとまあ強い! ……いやー、これは凄い!」と、所々で絶句しながらその勝利を伝えた。杉本は後に自著の中で、「絶句したのは、何か言ってやろうと思ったのですが、いい言葉が浮かんでこなかったからです。とにかく何にも言えずに、強さ、すごさに唖然として見ていたというところです」と述懐している。
地方所属馬として初の4歳クラシック出走となった桜花賞では、単勝オッズ1.7倍という圧倒的な1番人気に推された。しかし前走と同じく道中でついて行けず、終始馬群に包まれるという展開もあり、後方から追い込むもワンダーパヒュームの4着に敗れた。しかしこの4着で優駿牝馬（オークス）への出走権を獲得。迎えた同競走でも再び1番人気に推された。レースでは前走から打って変わり2番手で先行したが、1000m通過59秒0という早めのペースとなり、最後の直線で失速、ダンスパートナーの13着と大敗した。
夏を休養に充て、秋は公営・名古屋競馬場での東海チャンピオンシップを圧勝。その後、牝馬三冠の最終戦・エリザベス女王杯への出走権確保のためローズステークスに出走、後方からの追い込みで3着に入り出走権を得た。しかし11月12日のエリザベス女王杯は6番人気と評価を落とし、結果も13着と大敗。安藤は「人気先行で、実力は所詮この程度だよ」と厳しいコメントを残した。これで地方所属馬として初めて、また2009年現在唯一、中央競馬の牝馬三冠全てに出走した。同年は中央競馬での活躍を評価され、NARグランプリ年度代表馬に選ばれた。

#### 不振 - 引退
1996年は中央ダートの平安ステークスに出走、地方競馬ではダートコースが主流であるため、1番人気に推されたが8着に敗退。以後は地元笠松でも振るわず、特別戦を1勝したのみに終わり、1997年に競走生活から退いた。同年その功績を称え、笠松に重賞競走「ライデンリーダー記念」が創設された。

### 引退後
引退後は父ワカオライデンを生産した吉田牧場で繁殖牝馬となった。2003年には2番目の仔であるベンテンヒカル（父ウォーニング）がライデンリーダー記念に出走し話題となったが、7着に敗れている。2009年に繁殖牝馬を引退し、以後も吉田牧場で功労馬として繋養されていたが、2014年4月2日午前6月15分に肺炎のため死亡した。
唯一の後継繁殖牝馬に前述のベンテンヒカルがいるが、ベンテンヒカルの産駒はいずれも繁殖に上がっておらず、孫の代でライデンリーダーの牝系は途絶えた。
7番仔のライデングリッターが未出走ながら中国で種牡馬入りしており、ライデンリーダーの血統自体は現在も受け継がれている。。

## 競走成績
| 年月日 | 年月日 | 年月日 | 競馬場 | レース名             | 格   | 頭数 | 人気 | 着順 | 距離（状態）  | タイム | （3F） | 着差   | 騎手     | 斤量 [kg] | 馬体重 [kg] | 勝ち馬/（2着馬）     |
| 1994   | 6.     | 7      | 笠松   | 3歳新馬              |      | 9    | 3    | 01着 | ダ0800m（良） | 50.0   |        | -0.5秒 | 安藤勝己 | 53        | 452         | （ホクテンホウオウ） |
|        | 6.     | 19     | 笠松   | 3歳イ                |      | 9    | 1    | 01着 | ダ0800m（不） | 50.7   |        | -0.5秒 | 安藤勝己 | 53        | 450         | （ムービングロマン） |
|        | 7.     | 13     | 笠松   | 3歳イ                |      | 8    | 1    | 01着 | ダ0800m（良） | 50.0   |        | -0.8秒 | 安藤勝己 | 53        | 456         | （ムービングロマン） |
|        | 8.     | 15     | 笠松   | 3歳イ                |      | 8    | 1    | 01着 | ダ0800m（良） | 49.3   |        | -0.4秒 | 安藤勝己 | 53        | 460         | （フジノタイショウ） |
|        | 8.     | 28     | 笠松   | 秋風ジュニア         |      | 8    | 1    | 01着 | ダ1400m（良） | 1:32.0 |        | -0.4秒 | 安藤勝己 | 53        | 456         | （フジノタイショウ） |
|        | 9.     | 28     | 名古屋 | 中京盃               | 重賞 | 9    | 1    | 01着 | ダ1400m（重） | 1:31.5 |        | -1.7秒 | 安藤勝己 | 55        | 460         | （ホクテンホウオウ） |
|        | 11.    | 6      | 笠松   | サラ・プリンセス特別 | 重賞 | 8    | 1    | 01着 | ダ1400m（不） | 1:28.6 |        | -1.3秒 | 安藤勝己 | 53        | 464         | （ホクテンマドンナ） |
|        | 12.    | 7      | 名古屋 | ゴールドウイング賞   | 重賞 | 10   | 1    | 01着 | ダ1400m（良） | 1:30.3 |        | -1.3秒 | 安藤勝己 | 53        | 456         | （ラッキーダイナ）   |
|        | 12.    | 29     | 笠松   | ジュニアグランプリ   | 重賞 | 9    | 1    | 01着 | ダ1600m（良） | 1:44.2 |        | -0.3秒 | 安藤勝己 | 53        | 464         | （ベッスルキング）   |
| 1995   | 2.     | 20     | 笠松   | うぐいす特別         |      | 10   | 1    | 01着 | ダ1600m（良） | 1:43.8 |        | -1.4秒 | 安藤勝己 | 54        | 462         | （オスカーピーク）   |
|        | 3.     | 19     | 京都   | 報知杯4歳牝馬特別    | GII  | 16   | 2    | 01着 | 芝1400m（良） | 1:21.8 | (34.9) | -0.6秒 | 安藤勝己 | 54        | 448         | （エイユーギャル）   |
|        | 4.     | 9      | 京都   | 桜花賞               | GI   | 18   | 1    | 04着 | 芝1600m（稍） | 1:34.7 | (35.7) | -0.4秒 | 安藤勝己 | 55        | 448         | ワンダーパヒューム   |
|        | 5.     | 21     | 東京   | 優駿牝馬             | GI   | 18   | 1    | 13着 | 芝2400m（良） | 2:28.8 | (38.1) | -2.1秒 | 安藤勝己 | 55        | 440         | ダンスパートナー     |
|        | 9.     | 27     | 名古屋 | 東海CS               | 重賞 | 12   | 1    | 01着 | ダ1900m（良） | 2:04.3 |        | -0.7秒 | 安藤勝己 | 54        | 470         | （ホクテンホウオウ） |
|        | 10.    | 22     | 京都   | ローズS              | GII  | 16   | 1    | 03着 | 芝2000m（良） | 2:01.6 | (34.7) | -0.4秒 | 安藤勝己 | 55        | 460         | サイレントハピネス   |
|        | 11.    | 12     | 京都   | エリザベス女王杯     | GI   | 18   | 6    | 13着 | 芝2400m（重） | 2:28.2 | (35.1) | -1.0秒 | 安藤勝己 | 55        | 460         | サクラキャンドル     |
| 1996   | 1.     | 15     | 京都   | 平安S                | GIII | 11   | 1    | 08着 | ダ1800m（稍） | 1:52.1 | (37.5) | -1.6秒 | 安藤勝己 | 54        | 452         | アドマイヤボサツ     |
|        | 2.     | 12     | 笠松   | 白銀争覇             |      | 8    | 2    | 03着 | ダ1900m（稍） | 2:05.9 |        | -0.9秒 | 安藤勝己 | 54        | 476         | マルブツセカイオー   |
|        | 4.     | 28     | 京都   | シルクロードS        | GIII | 13   | 6    | 06着 | 芝1200m（良） | 1:08.9 | (33.9) | -1.3秒 | 安藤勝己 | 54        | 460         | フラワーパーク       |
|        | 8.     | 31     | 笠松   | 高原特別             |      | 7    | 1    | 01着 | ダ1600m（稍） | 1:43.9 |        | -0.7秒 | 安藤勝己 | 54        | 482         | （コルテスチェリー） |
|        | 12.    | 11     | 名古屋 | 愛知県畜産特別       |      | 12   | 1    | 08着 | ダ1800m（稍） | 1:59.6 |        | -1.4秒 | 安藤勝己 | 56        | 490         | レッドアゲイン       |
| 1997   | 1.     | 14     | 笠松   | 新春短距離特別       |      | 7    | 1    | 02着 | ダ1400m（良） | 1:28.4 |        | -0.0秒 | 安藤勝己 | 55        | 482         | オーミビクトリー     |
|        | 2.     | 25     | 笠松   | アメジスト特別       |      | 10   | 1    | 04着 | ダ1600m（良） | 1:43.8 |        | -0.4秒 | 安藤勝己 | 55        | 482         | ハヤノワカムシャ     |
|        | 3.     | 11     | 笠松   | 中央競馬騎手招待     |      | 10   | 1    | 05着 | ダ1900m（重） | 2:07.6 |        | -0.6秒 | 安藤勝己 | 57        | 478         | マサミネオー         |

## 繁殖成績
|       | 生年   | 馬名               | 性 | 毛色   | 父                     | 厩舎                                             | 馬主              | 戦績    | 供用                       | 出典   |
| ----- | ------ | ------------------ | -- | ------ | ---------------------- | ------------------------------------------------ | ----------------- | ------- | -------------------------- | ------ |
|       | 1999年 | 生後直死           |    |        | フォーティナイナー     |                                                  |                   |         |                            | [ 13 ] |
| 初仔  | 2000年 | ピルサドリーダー   | 牡 | 鹿毛   | ピルサドスキー         | 笠松・小井土金一→笠松・藤田正治                  | 水野恵吉→竹中進一 | 34戦1勝 | 抹消                       | [ 14 ] |
| 2番仔 | 2001年 | ベンテンヒカル     | 牝 | 黒鹿毛 | ウォーニング           | 笠松・小井土金一→川崎・津久井巌→船橋・大久保福治 | 水野恵吉          | 25戦3勝 | 繁殖牝馬（2015年用途変更） | [ 15 ] |
| 3番仔 | 2002年 | ベンテンリュウコー | 牝 | 鹿毛   | マイネルラヴ           | 笠松・小井土金一→船橋・大久保福治                | 水野恵吉          | 42戦3勝 | 抹消                       | [ 16 ] |
| 4番仔 | 2003年 | ベンテンミッチー   | 牝 | 鹿毛   | テンビー               | 船橋・大久保福治                                 | 水野恵吉          | 29戦2勝 | 抹消                       | [ 17 ] |
| 5番仔 | 2004年 | ベンテンライデン   | 牡 | 鹿毛   | オペラハウス           | 船橋・大久保福治                                 | 水野恵吉          | 3戦0勝  | 抹消                       | [ 18 ] |
| 6番仔 | 2005年 | コスモシデン       | 牝 | 栗毛   | オペラハウス           |                                                  |                   |         | 抹消                       | 、     |
| 7番仔 | 2006年 | ライデングリッター | 牡 | 黒鹿毛 | アジュディケーティング | 北海道・谷口常信                                 | 齋藤敏雄          | 不出走  | 中国にて種牡馬             | [ 20 ] |
| 8番仔 | 2007年 | カブトヒメ         | 牝 | 鹿毛   | アジュディケーティング | 船橋・齊藤敏                                     | 水野恵吉          | 12戦0勝 | 抹消                       | [ 21 ] |
|       | 2008年 | 流産               |    |        | スクワートルスクワート |                                                  |                   |         |                            | [ 13 ] |
| 9番仔 | 2009年 | ウォーターライデン | 牡 | 鹿毛   | アジュディケーティング | 船橋・齊藤敏                                     | 水野恵吉          | 1戦0勝  | 抹消                       | [ 22 ] |
|       | 2010年 | 種付けせず         |    |        |                        |                                                  |                   |         |                            | [ 13 ] |

## 「交流元年」と安藤勝己
ライデンリーダーの主戦騎手を務めた安藤勝己は、当時笠松では「カラスが鳴かない日はあってもアンカツが勝たない日はない」と言われた絶対的な騎手であった。しかしライデンリーダー騎乗以前の安藤は「勝つことに飽きて」向上心を完全に失い、30代半ばにあって既に調教師への転身を考え始めていた。
しかしライデンリーダーと中央でレースを重ねる中で、安藤は中央の騎手の厳しいマークに発奮し、以後「新人騎手時代に戻ったように」騎乗の研究を重ね、「馬に乗ることがこんなに楽しいものだったのかと再確認した」という。1999年に行われたインタビューの中では「ライデンリーダーという馬と巡り会い、中央のGIに乗ることができて……。馬乗りとして、もう一度頑張ってみようかって気になりました」と語り、2003年には地方競馬出身者として初めて中央競馬の騎手免許を取得。以後JRA賞最高勝率騎手を複数回獲得するなど、中央競馬においてもトップ騎手の一名となった。このインタビューを行ったライターの広見直樹は、「5年、いや、あと3年"開放"が遅れてやってきたとしたら、2000年の安藤勝己は鞭を置いて、笠松の調教師としてスタートを切っていたかも知れない」としている。

## 血統表
| ライデンリーダーの血統           | ライデンリーダーの血統                              | ライデンリーダーの血統 | （血統表の出典）    | （血統表の出典）  |
| 父系                             | ボールドルーラー系                                  | ボールドルーラー系     | ボールドルーラー系  | [ § 2 ]           |
| 父 ワカオライデン 1981 栗毛 日本 | 父の父*ロイヤルスキー Royal Ski 1974 栗毛 アメリカ  | Raja Baba              | Bold Ruler          | Bold Ruler        |
| 父 ワカオライデン 1981 栗毛 日本 | 父の父*ロイヤルスキー Royal Ski 1974 栗毛 アメリカ  | Raja Baba              | Missy Baba          |                   |
| 父 ワカオライデン 1981 栗毛 日本 | 父の父*ロイヤルスキー Royal Ski 1974 栗毛 アメリカ  | Coz o'Nijinsky         | Involvement         | Involvement       |
| 父 ワカオライデン 1981 栗毛 日本 | 父の父*ロイヤルスキー Royal Ski 1974 栗毛 アメリカ  | Coz o'Nijinsky         | Gleam               |                   |
| 父 ワカオライデン 1981 栗毛 日本 | 父の母オキワカ 1972 栗毛 日本                       | *リマンド Remand       | Alcide              | Alcide            |
| 父 ワカオライデン 1981 栗毛 日本 | 父の母オキワカ 1972 栗毛 日本                       | *リマンド Remand       | Admonish            |                   |
| 父 ワカオライデン 1981 栗毛 日本 | 父の母オキワカ 1972 栗毛 日本                       | ワカクモ               | *カバーラップ二世   | *カバーラップ二世 |
| 父 ワカオライデン 1981 栗毛 日本 | 父の母オキワカ 1972 栗毛 日本                       | ワカクモ               | 丘高                |                   |
| 母 ヒカリリーダー 1979 鹿毛 日本 | 母の父*ネプテューヌス Neptunus 1961 黒鹿毛 フランス | Neptune                | Crafty Admiral      | Crafty Admiral    |
| 母 ヒカリリーダー 1979 鹿毛 日本 | 母の父*ネプテューヌス Neptunus 1961 黒鹿毛 フランス | Neptune                | Timely Tune         |                   |
| 母 ヒカリリーダー 1979 鹿毛 日本 | 母の父*ネプテューヌス Neptunus 1961 黒鹿毛 フランス | Bastia                 | Victrix             | Victrix           |
| 母 ヒカリリーダー 1979 鹿毛 日本 | 母の父*ネプテューヌス Neptunus 1961 黒鹿毛 フランス | Bastia                 | Barberybush         |                   |
| 母 ヒカリリーダー 1979 鹿毛 日本 | 母の母マウントミノル 1968 鹿毛 日本                 | *アポッスル Apostle    | Blue Peter          | Blue Peter        |
| 母 ヒカリリーダー 1979 鹿毛 日本 | 母の母マウントミノル 1968 鹿毛 日本                 | *アポッスル Apostle    | Bellani             |                   |
| 母 ヒカリリーダー 1979 鹿毛 日本 | 母の母マウントミノル 1968 鹿毛 日本                 | ハクリヨウクイン       | ハクリヨウ          | ハクリヨウ        |
| 母 ヒカリリーダー 1979 鹿毛 日本 | 母の母マウントミノル 1968 鹿毛 日本                 | ハクリヨウクイン       | カスガ F-No.8-k     |                   |
| 母系(F-No.)                      | 8号族(FN:8-k)                                       | 8号族(FN:8-k)          | 8号族(FN:8-k)       | [ § 3 ]           |
| 5代内の近親交配                  | 5代内アウトブリード                                 | 5代内アウトブリード    | 5代内アウトブリード | [ § 4 ]           |
| 出典                             | 1. 2. 3. 4.                                         | 1. 2. 3. 4.            | 1. 2. 3. 4.         | 1. 2. 3. 4.       |

- 近親に東京ダービー、川崎記念2着のヒカリオーソ（2代母が半妹マイムーン[26]）、姪に黒潮菊花賞のレッドスターリリー[27]がいる。